# Теорія програмування
Теорія програмування — це категоріальний (поняттєвий) аналіз процесу програмування. Поняття визначаються у єдності їх двох моментів: змісту (інтенсіоналу) та обсягу (екстенсіоналу). 
Звідси випливає, що для теорії програмування найважливішим є не конкретна програма, а відношення між програмними поняттями (тобто не стільки предметна, екстенсіональна складова, скільки логічна, інтенсіональна). Тому вміння писати конкретні програми ще не означає розуміти теорію програмування. Тут є аналогія з політикою, бо задача політики є не стільки безпосередня робота з пересічною людиною, скільки вибудова суспільних відносин.

## Формалізація простої мови програмування
Центральним завданням теорії, зокрема і теорії програмування, є визначення та дослідження її основних понять. Зробити це не так просто, бо в теоріях, як правило, використовується багато понять, які пов’язані одне з одним. Тому спочатку доцільно ввести основні поняття теорії програмування на невеликому прикладі. Це буде програма знаходження найбільшого спільного дільника двох чисел. Програма записана на деякій простій мові. Ця мова буде формалізована, тобто буде описано її синтаксис і семантику, та їх зв’язок. 

### Неформальний опис простої мови програмування
Для посилання на певну мову треба надати їй ім’я. Для імені часто використовують абревіатуру короткої характеристики мови. Зважаючи на традиції використання латинських літер у науковій символіці, утворимо абревіатуру SIPL від характеристики SImple Programming Language (Проста Мова Програмування).
Цю абревіатуру можна розшифрувати по-іншому, вказуючи на імперативність або структурованість цієї мови:
"SIPL"  – Simple Imperative Programming Language,
"SIPL"  – Structured Imperative Programming Language.
Говорячи неформально, мова SIPL має числа та змінні цілого типу, над якими будуються арифметичні вирази та умови. Основними операторами є присвоєння, послідовне виконання, розгалуження, цикл. Мова SIPL може розглядатися як надзвичайно спрощена традиційна мова програмування, наприклад, Паскаль. У мові SIPL відсутні складні типи даних, оператори вводу-виводу, процедури та багато інших конструкцій традиційних мов програмування. Також немає явної типізації. Разом із тим ця мова є досить потужною, щоб програмувати різні арифметичні функції, більше того, в цій мові можуть бути запрограмовані всі обчислювані функції над цілими числами. Мета розгляду саме такої мови програмування полягає в тому, щоб формалізація та дослідження цієї мови були якомога простішими.

### Приклад
Програма GCD знаходження найбільшого спільного дільника чисел M та N за алгоритмом Евкліда:
GCD ≡ begin
while ¬M=N do
if M>N then M:=M–N else N:=N–M
end
Тут ¬M=N означає M≠N. Оскільки програми призначені для обчислення результатів за вхідними даними, розглянемо неформально процес виконання цієї програми на вхідних даних, у яких M має значення 8, а N – 16. Вважаємо, що дані записуються в пам’ять, а оператори виконуються деяким процесором. Тому розмітимо програму, відмічаючи оператори мітками:
0: begin
1: while ¬M=N do
2: if M>N then 3: M:=M–N else 4: N:=N–M
end
Процес виконання програми можна подати у вигляді таблиці, кожний рядок якої вказує на номер виконуваного оператора та на нові значення змінних. Для нашого прикладу ця таблиця може мати такий вигляд.
| Мітка | Значення умови | Значення M | Значення N |
| ----- | -------------- | ---------- | ---------- |
| 0     |                | 8          | 16         |
| 1     | ¬M=N – true    |            |            |
| 2     | M>N – false    |            |            |
| 4     |                |            | 8          |
| 1     | ¬M=N – false   |            |            |

Програма припиняє роботу із значеннями M та N, рівними 8. Це число і є найбільшим спільним дільником.
Аналізуючи цю програму та процес її виконання, відзначаємо два аспекти:
• синтаксичний (текст програми);
• семантичний (смисл програми – те, що вона робить).
У нашому прикладі ні синтаксис, ні семантика не задані точно (формально). Ми маємо лише інтуїтивне розуміння програм мови SIPL.

### Формальний опис синтаксису мови SIPL
Для опису синтаксису мов зазвичай використовують БНФ (Форми Бекуса-Наура). Програми (або їхні частини) виводяться із метазмінних (нетерміналів), які записуються у кутових дужках. Метазмінні задають синтаксичні класи. У процесі виводу метазмінні замінюються на праві частини правил, що задають ці метазмінні. Праві частини для однієї метазмінної розділяються знаком альтернативи «|». Процес породження припиняється, якщо всі метазмінні замінено на термінальні символи (тобто символи без кутових дужок).
Синтаксис мови SIPL можна задати за допомогою такої БНФ.
| Ліва частина правила – метазмінна (дефінієндум) | Права частина правила (дефінієнс)                                                                                             | Ім’я пра- вила |
| ----------------------------------------------- | --- | -------------- |
| <програма> ::=                                  | begin <оператор> end | NP1            |
| <оператор> ::=                                  | <оператор> ; <оператор>\| if <умова> then <оператор> else <оператор> \| while <умова> do <оператор> \|begin <оператор> end \| | NS1-NS6        |
| <вираз> ::=                                     | <змінна> \| <вираз> + <вираз> \| <вираз> – <вираз> \| <вираз> * <вираз> \| (<вираз>)                                          | NA1– NA6       |
| <умова> ::=                                     | <вираз> > <вираз> \| <умова> ∨ <умова> \| ¬ <умова> \| (<умова>)                                                              | NB1– NB5       |
| <змінна> ::=                                    | N\|... | NV...          |
| <число> ::=                                     | 0 \| 1 \| 2 \| 3 \| . . . | NN...          |

Наведена БНФ задає мову SIPL як набір речень (слів), які виводяться з метазмінної <програма>.